# Estádio Álvaro Maranhão
O Estádio Tenente Álvaro Maranhão é um estádio de pequeno porte situado no município de Iranduba, na Região Metropolitana de Manaus. O estádio tem por finalidade a prática de futebol possuindo campo com medidas oficias, tendo recebido partidas do Campeonato Amazonense de Futebol. Também chegou a receber partidas oficiais do Campeonato Amazonense de Futebol Americano.

## História

### Competições oficiais
O estádio passou a receber partidas oficiais a partir da fundação e profissionalização do Iranduba, passando a receber em 2011 partidas da Segunda Divisão do estadual. Assim, a primeira partida oficial realizada no estádio ocorreu em 20 de Agosto de 2011, com derrota do Iranduba por 2 a 1 pro CDC Manicoré. O Iranduba  terminou em 3º lugar mas com a punição imposta ao Grêmio Coariense, o clube alviverde herdou a vaga na primeira divisão de 2012
O estádio recebeu seu primeiro jogo da Primeira Divisão em 1º de Fevereiro de 2012, com partida onde o Iranduba foi derrotado por 3 a 0 pelo Holanda. Ao todo o estádio recebeu 9 partidas daquele campeonato. Em 2013 o estádio recebeu mais 5 partidas oficiais e desde então não mais recebeu jogos oficiais de futebol profissional.

### Iranduba Cup 2018
Em 2018 foi realizado no estádio um torneio de futebol categoria sub-18, que contou com os clubes Nacional, Atlético Amazonense (que naquela temporada surgia como possível mandante no estádio), Seleção de Iranduba e Barcelona Brasil FC. Esse torneio marcava a reinauguração do estádio. O estádio eventualmente recebeu outros torneios de base.

### Retorno em 2022, e veto em 2023
O Iranduba não atuava no estádio de sua cidade desde 2013. Em 2022 o estádio voltou a receber partidas oficiais válidas pelo Campeonato Amazonense de Futebol de 2022, com mando de campo do Iranduba. Na ocasião do primeiro jogo, o anfitrião conquistou uma grande vitória sobre o Nacional por 1 a 0, na abertura do estadual. Em 2023 o estádio foi vetado pela Federação Amazonense de Futebol por, segundo ela, não apresentar condições de jogo, assim o clube da cidade novamente terá de jogar suas partidas fora de seu recinto.